# 张桢 (元朝)
张桢（1305年—1368年），字约中，汴梁人，元朝政治人物。
元顺帝元统元年进士，初为河南行省掾。授彰德路录事，后任高邮尹，平反冤狱，对武断乡曲的张提领杖责贬徙。至正八年（1348年）拜监察御史。弹劾太尉阿乞剌欺罔之罪，皇帝不听。至正二十一年（1361年），出任佥山南道肃政廉访司事，奏劾中书参知政事也先不花等弄权误国之罪，没有下文，于是辞官而去，在河中安邑山谷之间结茅屋居住，有来访者，不再言时事，只是对之流涕而已。